# Periscepsia rufipes
Periscepsia rufipes là một loài ruồi trong họ Tachinidae.